# المناظرة في القرآن
كتاب المناظرة في القرآن للإمام ابن قدامة المقدسي الحنبلي، حكى فيه قصَّة مناظرته مع القائلين بخلق القرآن. وصفة الكلام لله.

## سبب التأليف
قال ابن قدامة في أول كتابه:
هو في الأصل مناظرة جرت بين المؤلف وأحد الأشاعرة في موضوع الاعتقاد في القرآن الكريم، ثم طلب بعض أصحابه أن يكتب ما جرى في تلك المناظرة، فكتب هذه الرسالة. ذكر ابن قدامة في مقدمة الكتاب أنه جرت مناظرة بينه وبين أحد الأشاعرة تتعلق بالقول في القرآن الكريم وصفة الكلام لله تعالى، ثم طلب بعض أصحاب ابن قدامة أن يكتب عن تلك المناظرة، فكتب هذه الرسالة.

## موضوع الكتاب
موضوع هذا الكتاب بصفة عامة هو مسألة الاعتقاد في القرآن الكريم، والفرق بين قول أهل السنة في ذلك وقول الأشعرية، ورد المؤلف على الأشعري، وذكر المؤلف مسائل أخرى متعلقة بالقرآن ذكرت في المناظرة، نحو: حكم قراءة القرآن للجنب والحائض، مس المحدث المصحف، الحلف بالمصحف، استحباب اشتمال الخطبة على شيء من القرآن.

## نموذج من الكتاب
قال المؤلف: ولم يزل السلف الصالح من الصحابة رضي الله عنهم والأئمة بعدهم يعظمون هذا القرآن ويعتقدون أنه كلام الله، ويتقربون إلى الله بقراءته، ويقولون: إنه غير مخلوق، ومن قال إنه مخلوق فهو كافر. ولما وقعت الفتنة وظهرت المعتزلة ودعوا إلى القول بخلق القرآن ثبت أهل الحق، حتى قتل بعضهم، وحبس بعضهم، وضرب بعضهم، فمنهم من ضعف فأجاب تقية وخوفا على نفسه، ومنهم من قوي إيمانه وبذل نفسه لله، واحتسب ما يصيبه في جنب الله، ولم يزل على السنة إلى أن كشف الله تعالى تلك الفتنة، وأزال تلك المحنة، وقمع أهل البدعة. واتفق أهل السنة على أن القرآن كلام الله غير مخلوق، ولم يكن القرآن الذي دعوا إلى القول بخلقه سوى هذه السور التي سماها الله قرآنا عربيا، وأنزلها على رسوله عليه السلام، ولم يقع الخلاف في غيرها البتة، وعند الأشعري أنها مخلوقة، فقوله قول المعتزلة لا محالة، إلا أنه يريد التلبيس، فيقول في الظاهر قولا يوافق أهل الحق، ثم يفسره بقول المعتزلة، فمن ذلك: أنه يقول القرآن مقروء متلو محفوظ مكتوب مسموع، ثم يقول: القرآن في نفس الباري قائم به، ليس هو سورا ولا آيات، ولا حروفا ولا كلمات، فكيف يتصور إذا قراءته وسماعه وكتابته؟ ويقولون: إن موسى سمع كلام الله من الله، ثم يقولون: ليس بصوت، ويقولون: إن القرآن مكتوب في المصاحف، ثم يقولون ليس فيها إلا الحبر والورق، فإن كانت كما زعموا فلم لا يمسها الا المطهرون؟ وما رأينا المحدث يمنع من مس حبر ولا ورق، ولم تجب الكفارة على الحالف بالمصحف إذا حنث، ومن قال إنه ليس في المصحف إلا الحبر والورق لزمه التسوية بين المصحف وبين ديوان ابن الحجاج؛ لأنه إذا لم يكن بين كل واحد منهما غير الحبر والورق فقد تساويا، فيجب تساويهما في الحكم، هذا مع ردهم على الله تعالى وعلى رسوله وخرقهم لإجماع الأمة.

## طبعات الكتاب
طبع الكتاب بتحقيق عبدالله الجديع في مكتبة الرشد بالرياض بعنوان «حكاية المناظرة في القرآن». كما طبع بتحقيق محمد بن حمد الحمود في مكتبة ابن تيمية بالكويت.